# بنكسية بويرية
بنكسية بويرية (الاسم العلمي:Banksia baueri) هي نوع نباتي يتبع جنس البنكسية من فصيلة البروطية.